# Wittgenstein in de mode en Kazemier niet
Wittgenstein in de mode en Kazemier niet is een filosofisch essay van de Nederlandse schrijver Willem Frederik Hermans, in december 1966 gepubliceerd onder de titel Wittgenstein in de mode, over de filosofie van de Brits-Oostenrijkse filosoof Ludwig Wittgenstein. Hermans schreef het betoog naar aanleiding van twee Nederlandse publicaties over Wittgenstein, van C.A. van Peursen en van Hubertus G. Hubbeling, waarmee hij het oneens was. Het essay verscheen in december 1966 in het Algemeen Nederlandsch Tijdschrift voor Wijsbegeerte en Psychologie, met een kritische nabeschouwing door professor B.H. Kazemier. In februari 1967 verscheen het als zelfstandig pamflet. Hermans gaf de tweede druk de titel Wittgenstein in de mode en Kazemier niet.
Het essay werd met kritische waardering besproken door de filosofen Frits Staal, die meende dat de auteur niet wist wat een predikaat was, en Cornelis Verhoeven.

## Achtergrond
De filosoof en theoloog C.A. van Peursen, hoogleraar aan de Universiteit Leiden, publiceerde in de reeks Wijsgerige monografieën het boekje LudWig Wittgenstein en dr. Hubertus G. Hubbeling te Groningen publiceerde zijn Inleiding tot het denken van Wittgenstein. Beide zijn 'heel beknopte, elementaire inleidingen', aldus biograaf Willem Otterspeer, die het boekje van Hubbeling kwalificeert als 'vrijwel ontoegankelijk' vanwege de vereenvoudiging en de germanismen en dat van Van Peursen als 'bruikbaar'. In december 1965 schreef Hermans aan de essayist Rudy Kousbroek dat hij ze gelezen had: 'Ik ben er zo ontzettend kwaad over geworden dat ik mij eigenlijk nu pas goed in Wittgenstein ben gaan verdiepen.'
Op uitnodiging van twee academische filosofen, Bernard Delfgaauw en Reinout Bakker, hield Hermans op 23 maart 1966 een lezing op een seminarium voor gevorderde studenten. Deze lezing werd de basis voor het essay 'Wittgenstein in de mode', dat in december 1966 werd afgedrukt in het Algemeen Nederlandsch Tijdschrift voor Wijsbegeerte en Psychologie, gevolgd door een kritische nabeschouwing door professor B.H. Kazemier, tevens redacteur van het tijdschrift. Hermans nam het hem kwalijk dat hij een ingezonden artikel accepteerde en er in hetzelfde nummer kritiek op gaf.

## Inhoud
Het essay van 18 korte hoofdstukken gaat eerst in op de publicaties van Van Peursen en Hubbeling, dan op Wittgenstein en Bertrand Russell, waarna nog verder op de geschiedenis van de filosofie en de natuurkunde wordt ingegaan. De laatste zinnen van het essay deden filosoof Staal spreken van 'een sentiment van heldenverering'.
De centrale stelling van Hermans was, aldus biograaf Otterspeer, dat het gros van de twintigste-eeuwse filosofie zich niet los had kunnen maken van Kant, waardoor de filosofie niet aansloot bij moderne opvattingen over natuurwetten en causaliteit. Hermans schetste een historische ontwikkeling waarin de natuurwetenschappen steeds meer invloed kregen en het belang van de filosofie navenant afnam, het zogeheten logisch-empirisme uitgezonderd. Maar in Nederland bleef volgens Hermans de metafysica, met name de theologie, de toon aangeven. Hermans' ideaal was dat de filosofie zich zou ontwikkelen in de richting van de onpersoonlijke aard van de natuurwetenschap.

## Schrijfstijl
Volgens Chapkis schrijft Hermans zoals altijd 'apodictisch en agressief'. Hierin ligt voor de lezer die niet goed thuis in het onderwerp van de discussie een risico besloten: 'Hermans' apodictische stijl zal die lezer wel het gevoel geven dat "altijd gelijk" heeft. Maar dat is niet zo.'
Filosoof J.F. Staal 'een breder publiek op puntige, vaak rake en ontegenzeggelijk soms scherpzinnige wijze gewezen op de relevantie van deze filosofie.'

## Receptie en kritiek

### Publicist R. Chapkis (= Hugo Brandt Corstius)
In het Algemeen Handelsblad besprak R. Chapkis het essay. Raoul Chapkis is een pseudoniem van columnist en taalwetenschapper Hugo Brandt Corstius. Het essay is volgens Chapkis minder nuttig om de filosofie van Wittgenstein te begrijpen dan Hermans' eerdere essay over Wittgenstein uit Het sadistische universum. Wat Hermans Van Peursen verwijt, komt volgens Chapkis hierop neer:
Van Peursen begrijpt Wittgenstein niet en trekt hem in een vaag christelijk hoekje waarin hij niet thuishoort. Dit verwijt lijkt me gegrond. Iets anders is de vraag of Hermans Wittgenstein altijd begrijpt en of hij hem niet in zijn boekje trekt.
Van Peursen, maar ook Hermans projecteert een ideaal op Wittgenstein: 'Hermans vindt dat het Wittgensteins ideaal geweest had moeten zijn dat de filosofie dat de filosofie een onpersoonlijke exacte techniek was geworden, een controlemiddel op wetenschappelijke uitspraken' en Van Peursen 'dat we in Nederland mogen blijven doorzeuren in vaag christelijke trant.
De betekenis van Wittgenstein ligt voor Hermans in 'zijn leer dat uitspraken alleen zinvol zijn als ze controleerbaar zijn.' Hermans verwijt Van Peursen dat deze leer voor hem een 'bedreiging' is. Voor een wetenschapper als Hermans is deze leer dagelijkse praktijk en is Wittgenstein dus een 'ondersteuning', aldus Chapkis.
Chapkis noemt drie details waarin Hermans ongelijk heeft:
1. op pagina 45 verwijt Hermans Van Peursen ten onrechte dat hij denkt dat 'waarheidstafels' (dat is: 'een handige notering van logische berekeningen') een uitvinding van Wittgenstein zijn.
2. op pagina 44 beweert Hermans dat Bertrand Russell in de eerste plaats door Peano en niet door Frege was beïnvloed, terwijl Russell in Principia Mathematica juist schrijft dat hij vooral schatplichtig is aan Frege als het logische analyse betreft.
3. op pagina 51 beweert Hermans ten onrechte dat het woord 'natuurwet' niet valt bij Van Peursen en Hubbeling; Van Peursen gebruikt het woord wel eens en heeft het meestal over natuurwetten zonder de term te gebruiken.

Hermans lijkt het lang, tot bladzijde 66, met Wittgenstein eens te zijn, maar dan scheiden de wegen zich. Wittgenstein had, in Chapkis' formulering, als programma: 'Waarover kan men spreken?' Voor het programma waarvoor Hermans de filosofie van Wittgenstein wil inzetten, verwijst Chapkis naar het voorwoord dat Hermans schreef bij de vrijwel tegelijk met het essay verschenen roman Kardinaal Pölätüo van Stefan Themerson.

### Filosoof J.F. Staal
Hoogleraar in de Wijsbegeerte aan de Universiteit van Amsterdam J.F. Staal besprak de tweede, herziene druk in Het Parool van 3 juni 1967. Hij vond het verwijt jegens Kazemier onterecht: als filosoof die zich - intensiever dan Hermans - in Wittgenstein had verdiept, had hij het recht om een kritiek te schrijven op een bijdrage die hij redacteur van het tijdschrift toch belangrijk genoeg had gevonden om te publiceren.
Staal noemde het essay 'een nuttige inleiding voor een breed publiek', maar geen werk waarin iemand die thuis is in de omvangrijke literatuur over Wittgenstein een nieuw inzicht aantreft. Hermans probeert niet Wittgenstein te lijven bij een ideologie of wereldbeeld, maar gaat wel uit van bepaalde vooronderstellingen en 'predikt zijn eigen Wittgenstein' zonder de tekst die hij bespreekt met de vereiste voorzichtigheid en analyse te benaderen.
Volgens Staal heeft Hermans de term 'Sachverhalt' niet goed begrepen en hij vermoedt dat dit komt omdat Hermans wel de term propositie kende maar niet de term predicaat. Het onderscheid tussen Wittgensteins gebruik van 'Sachverhalt', 'Sachlage' en 'Tatsache' is een van de complexe problemen bij de interpretatie van Wittgenstein en Hermans' boekje is te oppervlakkig om dat zelfs maar aan te stippen.
Een ander punt van kritiek was Hermans' uitleg van het begrip 'taalspel': 'hiermee wordt de theorie van Wittgenstein uitgerekt en vervlakt tot in het volstrekt triviale.'
Staal ziet als verdienste van Hermans' boek dat hij een breder publiek voor filosofie weet te interesseren. Door zijn bijdrage 'wordt de filosofie buiten de academische ivoren toren gehaald, maar ook binnen die toren eens flink aanprikt', al is die prik dan allerminst een vernietigende slag.
Het ontbreekt Hermans aan een eigenschap die voor adequate filosofiebeoefening een vereiste is: 'bereidheid argumenten zorgvuldig en wetenschappelijk af te wegen, en daarbij het eigen standpunt, zo nodig, te herzien.'

### F.A. Muller
In 1999 ging F.A. Muller in op de discussie tussen Hermans en Kazemier. Volgens hem had Hermans in zijn pamflet de indruk gewekt dat Kazemier het met hem oneens was, terwijl in werkelijkheid ook Kazemier de publicaties van Van Peursen en Hubbeling 'niet veel soeps' vond. Essentiële informatie ontbreekt volgens Kazemier, die hun boekjes 'deels triviaal, deels onjuist' noemde. Hubbeling gaf volgens Kazemier zelfs 'bij herhaling een gebrek aan affiniteit met het denken van Wittgenstein' te zien. Kazemier was dus eerder een medestander van Hermans dan een opponent.
De kritiek van Kazemier op Hermans' bijdrage betrof merendeels futiliteiten, maar niet alleen: Hermans hield 'even onterecht als onbegrijpelijk' Wittgensteins termen zeigen en spiegeln voor synoniemen. Bovendien wist hij niet wat een conjunctie is. Kazemier verweet Hermans daarom 'logisch incompetent' te zijn, maar deze ene blunder achtte Muller te weinig reden voor zo'n straf oordeel.
In zijn verzamelbundel Wittgenstein schreef Hermans dat Kazemier in sommige opzichten 'niet helemaal ongelijk had', maar zei er niet bij in welke. Volgens Muller verbeterde hij het onderscheid tussen tonen en weerspiegelen, maar niet de kwestie van de conjunctie.

### Biograaf Otterspeer
Hermans waagde zich in zijn essay aan detailkritiek, waardoor nogal wat reacties volgens biograaf Otterspeer bleven steken in 'gevit over kleinigheden'. Daartoe rekent hij ook het nawoord van Kazemier bij de tijdschriftpublicatie. Als beste kritiek beschouwt Otterspeer de bijdrage van Cornelis Verhoeven, die inging op de combinatie schrijver en wetenschapper die bij Hermans in één persoon verenigd was, met 'de geweldige lust in het gelijk hebben' als apart trekje.

## Publicatiegeschiedenis
De eerste zelfstandige druk (JS 262) verscheen in februari 1967 bij De Bezige Bij onder de titel Wittgenstein in de mode in de reeks Kwadraatpamflet, waarin het nummer 35 was. Het omslagontwerp was van Frits Stoepman en de oplage bedroeg 3489 exemplaren.
De tweede druk, herzien en uitgebreid, verscheen in juni 1967 onder de gewijzigde titel Wittgenstein in de mode en Kazemier niet. De oplage bedroeg 4000 exemplaren.
In 1990 werd het essay opgenomen in de bundel Wittgenstein (JS 417), de verzamelde beschouwingen van Hermans over deze filosoof.

## Verklarende noten
1. ↑  Het JS-nummer verwijst naar de nummering van de drukken in de bibliografie van Janssen en Van Stek. Vermelding van dit nummer volstaat als bronvermelding voor de gegeven bibliografische informatie.

## Verwijzende noten
1. ↑  Otterspeer (2015), 391
2. ↑  Geciteerd in Otterspeer (2015), 391
3. 1 2  Otterspeer (2015), 392
4. 1 2 3 4 5 6  Staal (1967)
5. 1 2  Otterspeer (2015), 393
6. 1 2 3  Chapkis (1967)
7. 1 2 3 4  Muller (1999), 34
8. ↑  Geciteerd bij Muller (1999), 34
9. ↑  Geciteerd in Otterspeer (2015), 394